# Lleó Al·laci
Lleó Al·laci (grec antic: Λέων ᾿Αλλάτιος; llatí: Leo Allatius) (Quios, c. 1586 - Roma, 19 de gemer de 1669) va ser un erudit i teòleg catòlic d'origen grec que va escriure en italià i va ser custodi de la Biblioteca del Vaticà.

## Biografia
Amb nou anys va anar a Messina amb el seu oncle patern, el jesuïta Miquel Nauridis. Allà va viure dos anys i després un altre a Nàpols. Va marxar cap a Roma, on va començar a estudiar amb tretze anys al Col·legi Grec de Sant Atanasi. Encara que era de família ortodoxa grega, molt aviat va adoptar la fe catòlica i es va graduar al Col·legi de Sant Atanasi als 24 anys amb una tesi sobre filosofia i teologia. Va tornar breument a Quios on es va veure implicat en les disputes internes dels catòlics de l'illa, va tornat a Roma on va estudiar medicina, una professió que no va exercir mai. L'any 1618 va començar a treballar a la Biblioteca Vaticana ordenant i catalogant la col·lecció de còdex grecs. Treballador infatigable, amant dels manuscrits i dotat d'una gran memòria, es va mostrar molt competent en el lloc que ocupava.
El 1622, després de la conquesta d'Heidelberg pel general mercenari de la Lliga catòlica Joan t'Serclaes de Tilly, Maximilià I de Baviera, va donar com a present al papa Gregori XV la Biblioteca Palatina, fins llavors propietat de Frederic V del Palatinat. Aquesta biblioteca es va traslladar a Roma el 196 caixes que contenien uns 3.500 manuscrits. Al·laci va supervisar el trasllat que es va fer en una caravana de 200 mules amb les que va creuar els Alps. Els manuscrits es van incorporar a la Biblioteca Vaticana, on encara hi són, exceptuant 39 que van ser enviats a París el 1797 i retornats a Heidelberg pel Tractat de París de 1814. Uns altres 852 manuscrits van ser regalats al Papa Pius VII l'any 1816. El papa Alexandre VII el va nomenar l'any 1661 custodi de la Biblioteca Vaticana, càrrec que va conservar fins a la seva mort el 1669.

## Obres[2]
- De Graecorum hodie quorundam opinationibus, Colonia 1645 (on es fa menció dels vampirs i altres creences populars)
- De ecclesiae occidentalis atque orientalis perpetua consensione, Colonia 1648
- Concordia nationum orientalium christianarum in fidei catholicae dogmate, Colonia 1655.
- Drammaturgia, Roma, Mascardi, 1666.
- Grecia Orthodoxa, 1652.
- Apes Urbanae (1633) (on fa una llista de tots els homes de lletres de Roma entre el 1630 i el 1632).